# Ljudmila Černychová
Ljudmila Ivanovna Černychová (rusky Людмила Ивановна Черных, anglický přepis: Lyudmila Ivanovna Chernykh; 13. červenc 1935, Šuja, Ivanovská oblast, Rusko – 28. července 2017) byla ruská astronomka.

## Život
V roce 1959 absolvovala Státní pedagogickou univerzitu v Irkutsku. V letech 1959 až 1963 pracovala v Celosvazovém výzkumném ústavu pro fyzikálně-technická a radiotechnická měření (Всероссийский научно-исследовательский институт физико-технических и радиотехнических измерений) v Irkutsku, kde vykonávala astronomická a astrometrická pozorování.
V letech 1964 až 1998 byla vědeckou pracovnicí Institutu teoretické astronomie Akademie věd SSSR a pracovala v Krymské astrofyzikální observatoři. Zde se seznámila se svým budoucím manželem, astronomem Nikolajem Stěpanovičem Černychem, s nímž od roku 1963 spolupracovala.
Objevila 268 asteroidů, včetně planetek (1772) Gagarin, (2807) Karl Marx a blízkozemní asteroidy Apollonovy skupiny (2212) Hephaistos a (3147) Samantha.
Na počest manželského páru Černychových byl pojmenován asteroid (2325) Chernykh, objevený v roce 1979 českým astronomem Antonínem Mrkosem.